# Judy Martin (wrestler)
Judy Martin, pseudonimo di Judy Hardee (Houston, 8 ottobre 1955), è un'ex wrestler statunitense.
In carriera ha vinto per due volte il WWF Women's Tag Team Championship in coppia con Leilani Kai nel tag team The Glamour Girls.

## Carriera

### Inizi
Martin si avvicinò al wrestling approcciando Blackjack Mulligan e Dick Murdoch dopo un match nella Carolina del sud. Nel 1978 cominciò ad allenarsi con The Fabulous Moolah, Joyce Grable e Leilani Kai. Quindi debuttò con una tournée in Giappone proseguendo poi a lottare in varie compagnie statunitensi, come la Mid South Wrestling.

### World Wrestling Federation (1979; 1981–1989)
Nel 1981 lottò nella World Wrestling Federation, originariamente in coppia con Candy Malloy. Fece coppia anche con Leilani Kai ed occasionalmente con Donna Christanello. Sfidò inoltre la campionessa Wendi Richter per il titolo in qualità di membro della stable di The Fabulous Moolah che comprendeva anche Spider Lady, Mad Maxine e Leilani Kai.
Nel 1985 Kai e Martin conquistarono il WWF Women's Tag Team Championship sconfiggendo Velvet McIntyre e Desiree Petersen. Dopo essere state in tournée nel circuito indipendente e in Giappone per alcuni anni, Martin e Kai tornarono nella WWF, ribattezzate The Glamour Girls. Il duo apparve alle Survivor Series del 1987 come parte della squadra capeggiata da Sherri Martel che fu sconfitta dal team di Fabulous Moolah. Per gran parte del 1988 le Glamour Girls (con manager Jimmy Hart) ebbero una lunga rivalità con le Jumping Bomb Angels per il WWF Women's Tag Team Championship. Le due coppie si affrontarono in un two out of three falls match alla prima edizione del PPV Royal Rumble, dove furono le Bomb Angels a vincere le cinture. Kai & Martin le riconquistarono mesi dopo in Giappone prima che i titoli venissero nuovamente abbandonati.
Nel 1989 lottò con Rockin' Robin per il WWF Women's Championship alla Royal Rumble. Continuò a sfidare Robin per circa sei mesi, fino a quando la WWF dismise la divisione femminile.

### American Wrestling Association
Dopo aver lasciato la WWF nel 1989, entrò nella American Wrestling Association. Subito ebbe una rivalità con Wendi Richter, ma senza successo. Quando la Richter lasciò la compagnia, il 6 dicembre 1989 perse un match contro Candi Devine per determinare la nuova campionessa.

### Ladies Professional Wrestling Association
Le Glamour Girls riapparvero nella Ladies Professional Wrestling Association (LPWA), con manager Adnan El Kassey. Lottarono sia in coppia sia in singolo come sfidanti al titolo LPWA Championship detenuto da Susan Sexton. Dopo un feud durato mesi con Misty Blue Simmes & Heidi Lee Morgan (Team America), le Girls finalmente conquistarono l'LPWA Tag Team Title. Come campionesse di coppia, ebbero rivalità con Bad, Black & Beautiful; The New Team America (Misty Blue Simmes & Alison Royal), e Bambi & Malia Hosaka prima che la compagnia chiudesse nel 1992.

### World Championship Wrestling
Mentre lavorava nella LPWA, fece qualche apparizione nella World Championship Wrestling. Il 19 ottobre 1991 a WCW Saturday Night, Martin affrontò Bambi, ma il match fu interrotto quando Madusa interferì nella contesa. Poi fu da questa sconfitta il 26 ottobre a WCW WorldWide, ma, poiché la WCW stava eliminando gradualmente le lottatrici per concentrarsi maggiormente su vallette sexy, Martin scomparve poco dopo dalle scene.

### Professional Girl Wrestling Association
Martin quindi intraprese un feud con la collega veterana Susan Green, all'epoca campionessa Professional Girl Wrestling Association. In un mixed tag team match dove era in palio il titolo. Il partner maschile di Martin, Thunderfoot, schienò l'alleato di Green, George South, vincendo così l'incontro, e dando automaticamente la cintura di campionessa femminile a Judy. Un mese dopo, Green riconquistò il titolo.

## Vita privata
Dopo il suo ritiro dal ring, Martin ha lavorato nelle forze dell'ordine e poi come trascrittrice di cartelle cliniche.
Nel luglio 2016 si è costituita parte civile in una class action nei confronti della WWE, con l'avvocato Konstantine Kyros a rappresentare i querelanti. Nel settembre 2018 le cause sono state respinte dal giudice Vanessa Lynne Bryant, ma è stato presentato ricorso. Il contenzioso sostiene che la WWE ha deliberatamente nascosto i rischi di lesioni gravi e permanenti ai suoi atleti. Nel settembre 2020 il ricorso è stato respinto da una corte d'appello federale.

## Titoli e riconoscimenti
- All Japan Women's Pro-Wrestling
  - All Pacific Championship (1)
- Cauliflower Alley Club
  - Women's Wrestling Award (2012)
- Ladies Professional Wrestling Association
  - LPWA Tag Team Championship (1) – con Leilani Kai
- Professional Girl Wrestling Association
  - PGWA Championship (1)
- National Wrestling Alliance
  - NWA United States Women's Championship (3)[6]
  - NWA World Women's Tag Team Championship (2) - con Leilani Kai[7]
- Professional Wrestling Hall of Fame and Museum
  - Classe del 2021
- St. Louis Wrestling Hall of Fame
  - Classe del 2024
- World Wrestling Federation
  - WWF Women's Tag Team Championship (2) – con Leilani Kai